# STZ-5
Az STZ-5 (oroszul: СТЗ-5) egy tüzérségi és szállító vontató volt, amelyet a Szovjetunióban fejlesztettek ki a második világháború előtt. A sztálingrádi traktorgyárban 1937 és 1942 között gyártották. A Barbarossa hadművelet során az üzem teljesen megsemmisült a folyamatos légi bombázás miatt. Addig azonban több mint 9900 darabot gyártottak le a típusból, ezzel az egyik leggyakrabban épített vontató volt a Vörös Hadseregben.

## Története
Az 1930-as években a Vörös Hadsereg különféle külföldi járműtípusokat tesztelt, köztük a brit Vickers 6-Ton könnyű harckocsit és az amerikai International Harvester TA-40 traktor amik megfeleltek a követelményeknek. Ebből a két járműből a Sztálingrádi Traktorgyár (STZ) és a NATI állami intézet együttműködése során (a название Научно-исследовательского автомобильного и автомоторного института (НАТИ)) született meg az STZ traktorcsalád. A tervezéskor törekedtek a jármű kettős célú felhasználásához, hogy olyan alvázat állítsanak elő, amely polgári és katonai traktorokhoz egyaránt használható legyen és egyetlen gyártósoron tudják azokat gyártani. Mezőgazdasági használatra a járműveknek képesnek kellett lenniük egy nehéz eke húzására.
A projektben két járművet gyártottak, először a mezőgazdasági STZ-NATI 1TA-t (később katonailag STZ-3-at jelölték), majd az STZ-NATI 2TW-t (СТЗ-НАТИ 2ТВ), amely az STZ-5 gyári jelölést kapta. Mindkét járműnek ugyanaz az alváza és motorja volt. A traktorgyárban I. I. Drong és V. A. Kargopolov mérnökök voltak felelősek az STZ-5 fejlesztési munkájáért, amelyet (A. V. Vasziljev és I. I. Trepenenkov) a NATI két szakembere is támogatott. A tesztsorozat járműveit 1935. július 16-án mutatták be Sztálinnak, majd gyártásra bocsátották. A tervezés fejlesztése és a gyártósor kialakítása azonban 1937-ig folytatódott; A sorozatgyártás csak abban az évben kezdődött meg.
1939-ben a Harkovi Traktorgyár (ChTZ) kifejlesztett egy 58,5 LE teljesítményű D-8T dízelmotor is azonban  tesztelése után sorozatgyártását végül kezdték meg.

## Technika
A traktort úgy tervezték, hogy megfeleljen a hadosztály szintű lövegek és tarackok vontatására 7 tonna súlyig. A polgári és a katonai felépítmények alapvetően különböztek egymástól. Míg a polgári változat (STZ-3) a hagyományos kialakítást követte, elülső motorral és mögötte egy vezetőfülkével addig az STZ-5 innovatív megközelítést választott egy elülső, zárt vezetőfülkével a közepén elhelyezett motorral és 2 fő számára elegendő hellyel. Ezt az elrendezést azért választották, hogy a fülke mögött legyen hely egy nagyobb platónak a  lőszer szállítására és a 8-10 fős legénység részére.
A jármű téglalap alakú vázra épült. A mellékelt vezetőfülke fémlemezből és fa elemekből állt, az 1,5 t teherbírású plató fából készült fém szerelvényekkel és ponyvával volt védhető az időjárástól. A rakodótéren négy lehajtható ülés is volt. A kabin két részre volt osztott és előre kihajtható szélvédőt kapott, a hűtőrácsot és a két fényszórót az első részbe integrálták. A sofőr és az utas a középre elhelyezett, fedett motorblokktól balra és jobbra ült. Az oldalsó ablakokat le lehetett ereszteni a jobb szellőzés érdekében. A fék és a tengelykapcsoló kizárólag a hátsó tengelyre hatott.
Az STZ-5 változatnak elektromos önindítója és 5 előre- és egy hátrameneti fokozatú sebességváltója volt. A motor kerozint is képes volt elégetni a nagyobb teljesítményért. A motor védelme érdekében egy speciális karburátor rendszer vizet permetezett a hengerekbe hogy az ne melegedjen túl és ne olvadjon meg a motorblokk.
A hajtást egyetlen (1MA) négy hengeres benzinmotor biztosította 52 lóerővel amellyel akár 25 km/h-s sebességet lehetett elérni műúton. A hátsó tengely fölé egy 40 m hosszú kötéllel ellátott csörlőt szereltek fel, amelynek húzóereje 4 tonna volt. A kopás csökkentése érdekében a 31 cm széles lánctalpakat és a tartógörgőket gumibevonattal látták el.
Vontatójárműként a csatlakoztatott rakományok súlya legfeljebb 4,5 tonna, szélsőséges esetben akár 7,25 tonna is lehetséges volt.

## Alkalmazása
Az STZ-5-öt elsősorban 45 mm-es 1942 mintájú páncéltörő ágyú (M–42), tarackok és 25 mm-es 1940 mintájú automata légvédelmi gépágyú (72–K) vontatására használták.
Néhány ilyen járműre azonban 132 mm-es Katyusa (fegyver) rakétavetőrendszer volt csatlakoztatva (BM-13-16). Bár nem volt gyakori szovjet fegyverrendszer, 1941-es Moszkvai csata és az 1942-es Sztálingrádi csata során kitűnően szerepelt.

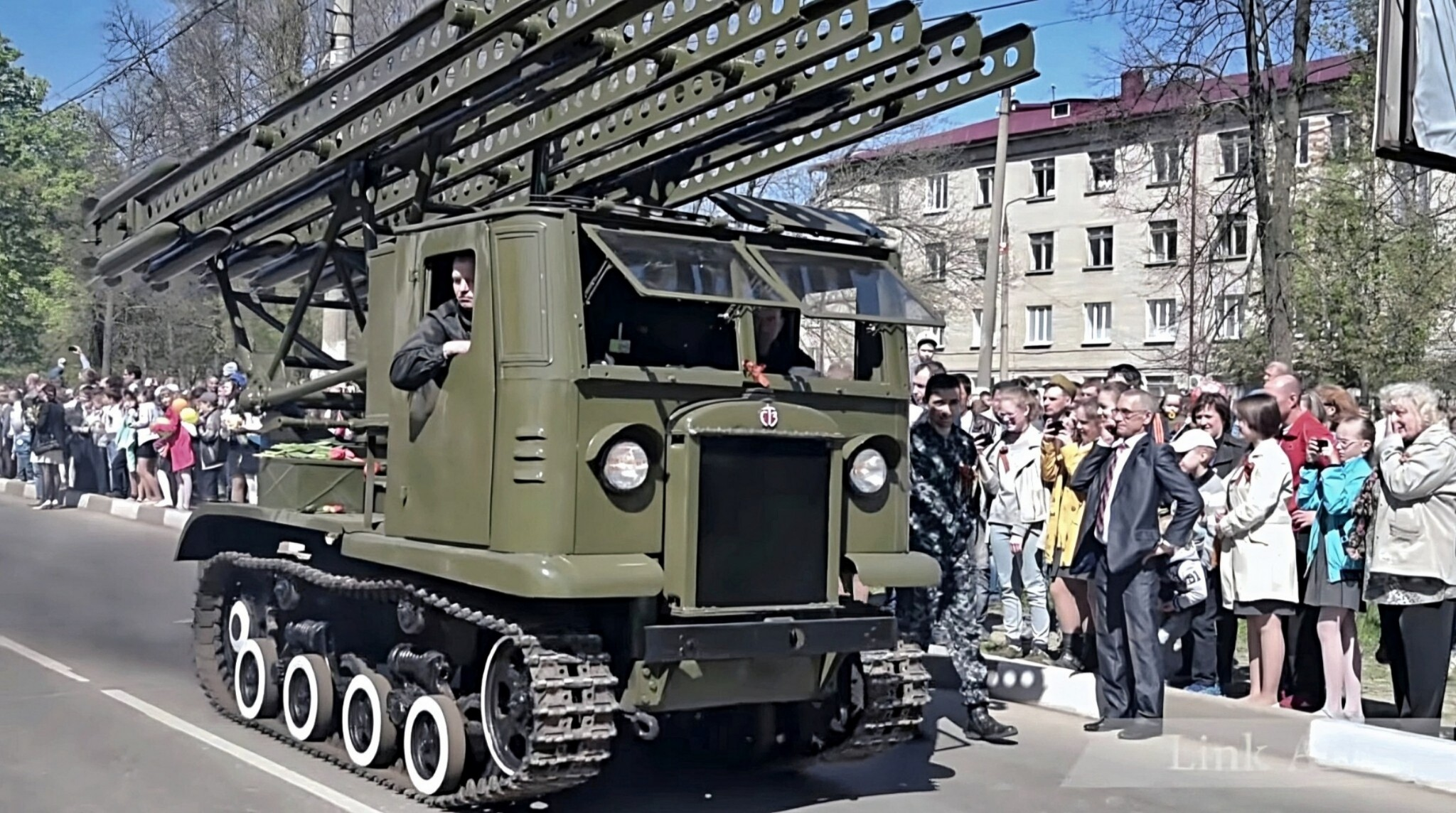
BM-13-16 rakétavető STZ-5 alvázon

A háború befejezése után a Vörös Hadseregnek már nem volt szüksége a viszonylag régi traktorokra, amelyeket erősebb járművekre tudtak cserélni, így a felesleges példányokat átadták a farmoknak, ahol az 1950-es évekig használták őket.
CT3 - 601 lánctalpas traktor
Az STZ-5-öt, mint sok szovjet felszerelést, nagy számban fogták el a Szovjetunió elleni támadás kezdetén, és 1941-ben sok német egység számára szívesen látott préda volt. A talált járművek dokumentumai és feliratai az STZ cirill írásmód helytelen fordítását eredményezték. A cirill S-t latin C-ként, a cirill Z-t pedig 3-as számként értelmezték. A 601-es zsákmányszám és az orosz azonosító (r) hozzáadásra került. A harmadik féltől származó berendezések azonosító lapjain a jármű így CT 3 601 (r) tüzérségi traktorként szerepelt.
Megtalálhatók olyan fényképek, amelyeken az STZ-5 német kerekes járművek és pótkocsik vontatójárműveként látható. A legtöbb ilyen kép gyalogos hadosztályoktól származik, amelyek gyakran csak kereskedelmi forgalomban kapható teherautókkal és lovaskocsikkal rendelkeztek. A keleti hadszíntér zord körülményei és a háború első hónapjainak könyörtelen előrenyomúlása azonban gyorsan elhasználta ezt a felszerelést, így a zordabb körülményekhez alkalmasabb zsákmányolt STZ-5-ösöknek jó hasznát vették.
Mivel azonban a pótalkatrész-ellátás kritikus volt, az STZ-k hamar elhasználodtak, azokat német gyártásból kellett cserélni. A német fegyveripar akkori erőfeszítéseit tekintve kiemelkedik a Raupenschlepper Ost, amelynek fejlesztése nem sokkal a Szovjetunió elleni támadás kezdete után kezdődött, és amely koncepciójában nagyon hasonlított az STZ-5-höz, első fülkével, egyszerű lánctalpakkal és rakodótérrel. Meg kell jegyezni, hogy nem törekedtek egy egyszerű másolatra, azonban minden alkatrészt újonnan fejlesztettek ki, vagy a cég saját meglévő gyártásából vették át. A koncepció német mérnökök általi műszaki fejlesztését később a Szovjetunióban a TDT-40 RSO replikában alkalmazták.

## Lásd még
- C7P
- Sd.Kfz. 254
- T–20 Komszomolec